# Pedrós (Santa Maria de Merlès)
Pedrós és una masia al terme municipal de Santa Maria de Merlès (Berguedà) inclosa a l'Inventari del Patrimoni Arquitectònic de Catalunya. La gran masia de Pedrós és avui una moderna explotació agropecuària veïna de l'església romànica de Sant Amanç de Pedrós, sense culte des del 1936. La casa correspon al segle xvii i l'ampliació al segle xviii igual que l'església del mateix nom. Masia de planta rectangular amb coberta de doble vessant i el carener paral·lel a la façana, orientada a ponent. Correspon a un dels tipus més primitius de masies i alhora als menys modificats. L'ampliació de la masia correspon al cantó del migdia amb un cos adossat seguint el mateix esquema inicial. Totes les finestres tenen les llindes de pedra i la façana de ponent conserva l'arrebossat del mur. La masoveria i les dependències de la casa pairal envolten a la masia formant un cos tancat.